# Bálos
La lagune de Bálos (grec moderne : Λιμνοθάλασσα του Μπάλου), ou simplement Bálos (Μπάλος), est une lagune de la mer de Crète en Grèce.

## Géographie
La lagune de Bálos est située à la pointe de la péninsule de Gramvoússa (en), au sein du dème de Kíssamos. Au large, plus au nord, figurent les îles d'Ágria Gramvoússa et d'Ímeri Gramvoússa (de), tandis qu'à environ 10 km à l'ouest se trouve l'île de Pondikoníssi.

## Biodiversité et protection
La zone est incluse sur la liste des zones de protection spéciale (ZPS) pour les oiseaux et sur la liste des zones spéciales de conservation (ZSC) des habitats naturels du réseau Natura 2000,. Elle est également à l'inventaire des zones importantes pour la conservation des oiseaux de l'ONG Birdlife International. Le site est un lieu d'importance pour les rapaces, notamment le Faucon d'Éléonore (Falco eleonorae), et les oiseaux de mer comme le Puffin de Scopoli (Calonestris diomedea).